# Catherine Couturier
Pour les articles homonymes, voir Couturier.
Catherine Couturier est une syndicaliste et femme politique française, née le 27 février 1959 à Guéret (Creuse).

## Biographie
Catherine Couturier grandit dans la Creuse dans une famille d'éleveurs.
Elle a longtemps été technicienne chez France Telecom, avant de devenir chargée de mission en hygiène, santé et sécurité au travail auprès des collectivités territoriales en 2005.

## Carrière politique
Militante syndicale à la CGT, elle milite au PCF jusqu'en 2016, puis à La France insoumise. Entre 2001 et 2020, elle est élue municipale à Limay, dans le département des Yvelines,.
Elle est élue députée de la circonscription unique de la Creuse le 19 juin 2022, sous la bannière politique de la Nouvelle Union populaire écologique et sociale, en battant le député LREM sortant Jean-Baptiste Moreau avec 51,44 % des voix exprimées.
À la suite de son élection, l'un de ses principaux combats lors de sa première année de mandat est la lutte contre la réforme des retraites de 2023 du gouvernement Borne.
Pendant la XVIe législature, elle travaille notamment sur les enjeux forestiers,. En mai 2023, elle publie un rapport parlementaire sur « l’adaptation au changement climatique de la politique forestière ». Elle y défend notamment l'interdiction des coupes rases dans les forêts. À la suite de ce rapport, elle dépose une proposition de loi sur le sujet en novembre 2023.
Candidate à sa propre succession lors des élections législatives de 2024, elle arrive en deuxième position au premier tour, avec 23,47 % des voix exprimées, devancée de 6 044 voix par le candidat d'union LR-RN Bartolomé Lenoir. Au second tour qui se joue en triangulaire, elle finit troisième, avec 27,44 % des voix, derrière Bartolomé Lenoir, élu avec 37,69 % des voix, et la présidente du département Valérie Simonet.